# Jekaterina Ajdova
Jekaterina Valerijevna Ajdova (Kazachs: Екатерина Валерьевна Айдова) (Qarağandı, 30 juli 1991) is een voormalige Kazachse langebaanschaatsster. Gedurende haar loopbaan was ze jarenlang de beste schaatsster van Kazachstan. Ze nam deel aan de Olympische Winterspelen 2010 in Vancouver. Ajdova reed daar de 500, 1000 en de 1500 meter, haar beste prestatie was de 16e plaats op de 1000 meter.
Ze brak door in het seizoen 2009/2010, Ajdova werd dat jaar wereldkampioene junioren op de 500 meter en won ook de wereldbeker junioren op zowel de 500 meter als de 1000 meter. Een jaar later won de zilveren medaille op de Wereldkampioenschappen voor junioren en won ze wederom de wereldbeker voor junioren op de 500 meter.
Verder nam ze tweemaal deel aan het Wereldkampioenschap sprint, de eerste keer was in 2011. Hierbij behaalde Ajdova een 12e plaats. In datzelfde jaar deed ze ook mee aan de Wereldkampioenschappen afstanden, daar werd ze vijftiende op de 500 meter en eindigde als achtste op de 1000 meter.
In het seizoen 2011-2012 nam ze wederom deel aan de Wereldkampioenschappen sprint, ditmaal behaalde ze een 16e plaats in het eindklassement. Verder werd Ajdova veertiende op de 500 meter en tiende op de 1000 meter op het Wereldkampioenschap afstanden 2012.

## Persoonlijke records
| Afstand    | Tijd    | Datum           | Baan           |
| ---------- | ------- | --------------- | -------------- |
| 500 meter  | 0 37,55 | 4 december 2021 | Salt Lake City |
| 1000 meter | 1.13,46 | 4 december 2021 | Salt Lake City |
| 1500 meter | 1.53,53 | 17 maart 2019   | Calgary        |
| 3000 meter | 4.06,12 | 15 maart 2019   | Calgary        |
| 5000 meter | 7.55,94 | 29 maart 2018   | Astana         |

## Resultaten
| Jaar | WK sprint            | WK Allround            | WK afstanden                               | Olympische Spelen            | Aziatische Spelen                  | Wereldbeker                  | WK junioren                        |
| ---- | -------------------- | ---------------------- | ------------------------------------------ | ---------------------------- | ---------------------------------- | ---------------------------- | ---------------------------------- |
| 2008 |                      |                        |                                            |                              |                                    |                              | NC28 (19, 29, 29, -)               |
| 2009 |                      |                        |                                            | 00p 500m 00p 1000m 00p 1500m | 9e 500m 13e 1000m 8e achtervolging |                              |                                    |
| 2010 |                      |                        |                                            | 18e 500m 16e 1000m 29e 1500m | 43e 500m 47e 1000m 00p 1500m       | 500m · 10e 1000m             |                                    |
| 2011 | 12e (19, 11, 14, 7)  |                        | 15e 500m 8e 1000m                          |                              | 6e 500m 4e 1000m 4e achtervolging  | 42e 500m 00p 1000m 00p 1500m | 500m · 9e 1000m · 8e achtervolging |
| 2012 | 16e (16, 19, 16, 17) |                        | 14e 500m 10e 1000m                         |                              | 21e 500m 20e 1000m                 |                              |                                    |
| 2013 | 16e (20, 15, 21, 16) |                        |                                            | 19e 500m 11e 1000m           |                                    |                              |                                    |
| 2014 | 8e (8, 10, 9, 8)     |                        |                                            | 22e 500m 19e 1000m 28e 1500m | 17e 500m 19e 1000m 00p 1500m       |                              |                                    |
| 2015 | 4e (13, 4, 4, 4)     |                        | 8e 500m 12e 1000m                          |                              |                                    | 10e 500m 8e 1000m 45e 1500m  |                                    |
| 2016 | 10e (14, 10, 9, 13)  |                        | 19e 500m 18e 1000m                         |                              | 18e 500m 29e 1000m 0p 1500m        |                              |                                    |
| 2017 | 11e (10, 10, 13, 14) |                        | 23e 500m 16e 1000m                         |                              | 24e 500m 28e 1000m 0p 1500m        |                              |                                    |
| 2018 |                      |                        |                                            | 21e 500m 24e 1000m 18e 1500m |                                    | 14e 500m 12e 1000m 43e 1500m |                                    |
| 2019 | 5e (8, 7, 7, 5)      |                        | 9e 500m 24e 1000m 18e 1500m                |                              |                                    | 13e 500m 11e 1000m 26e 1500m |                                    |
|      |                      |                        |                                            |                              |                                    |                              |                                    |
| 2021 |                      |                        | 11e 500m 10e 1000m 8e 1500m                |                              | 13e 500m 9e 1000m 17e 1500m        |                              |                                    |
| 2022 | DQ (7, DQ, 6, -)     |                        |                                            | 20e 500m 19e 1000m 18e 1500m |                                    | 25e 500m 5e 1000m 13e 1500m  |                                    |
| 2023 |                      |                        | 9e 500m 7e 1000m 13e 1500m 4e teamsprint   |                              |                                    | 12e 500m 8e 1000m 11e 1500m  |                                    |
| 2024 |                      | NC16 (5e, 23e, 16e, -) | 19e 500m 14e 1000m 21e 1500m 5e teamsprint |                              | 25e 500m 10e 1000m 24e 1500m       |                              |                                    |

- = geen deelname
NC# = niet gekwalificeerd voor de laatste afstand, maar wel als # geklasseerd in de eindrangschikking
(#, #, #, #) = afstandspositie op sprinttoernooi (500m, 1000m, 500m, 1000m) of op juniorentoernooi (500m, 1500m, 1000m, 3000m).
0p = wel deelgenomen, maar geen punten behaald.